# Zkrocená hora
Zkrocená hora (angl. Brokeback Mountain) je americký film, který natočil v roce 2005 tchajwanský režisér Ang Lee podle stejnojmenné povídky americké spisovatelky Edny Annie Proulxové, zveřejněné poprvé v říjnu 1997. Několika oceněními vyznamenaný film vypráví o homosexuálním vztahu dvou kovbojů ve Wyomingu šedesátých až osmdesátých let 20. století. Snímek měl světovou premiéru na Mezinárodním filmovém festivalu v Benátkách dne 2. září 2005.
Hlavními postavami jsou Ennis Del Mar (hraje Heath Ledger) a Jack Twist (hraje Jake Gyllenhaal), dva chudí mladí muži, kteří se setkají na pastvinách Wyomingu na úpatí (smyšlené) Zkrocené hory („Brokeback Mountain“) v létě roku 1963. Film sleduje v příštích dvou desetiletích jejich spletitý vztah, který pokračuje i poté, co se oba ožení a stanou se otci. Jack se pokouší vytvořit společný život, ale Ennis se bojí, že by byl zabit členy obce, kdyby se povaha jejich vztahu neudržela v tajnosti. Ennis a Jack tak zápasí se společenským a rodinným tlakem a vlastním strachem, které jim znemožňují plně prožít lásku započatou v jejich prvním společném létě. Film částečně čerpá i z tématu nezávislého filmu Cowboy Rides Again z roku 2004, který se dotýkal též kovbojů a otázek homosexuality.
Český dabing hlavních protagonistů ztvárnili Saša Rašilov (Ennis Del Mar) a Filip Jančík (Jack Twist).

## Příběh
Ennis del Mar vyrostl na malém nuzném statku ve Wyomingu u hranic s Utahem. Byl vychován starším bratrem a sestrou, poté co jejich rodiče přišli o život při dopravní nehodě. Otec s matkou zanechali dětem jen 24 dolarů v hotovosti a statek se dvěma hypotékami. Bez středoškolského vzdělání a vyhlídek na povolání vyrostl Ennis těžkou prací a ve strádání. Zasnoubil se s Almou Beersovou a šetří peníze na zakoupení malého kusu půdy. Když se na jaře 1963 uchází o místo u zprostředkovatelské agentury pro zemědělský personál, má již ranou část života za sebou. Zakotví jako pastýř v jednom wyomingském podniku zabývajícím se chovem ovcí, kde se seznámí se stejně starým Jackem Twistem. Jack pracuje na Zkrocené hoře již druhý rok. Tento dobře vypadající tmavovlasý muž s živým smíchem horuje pro vše, co souvisí s rodeem. Oba přebírají tisíc bahnic s jejich jehňaty a vydávají se nahoru na pastviny nad hranici lesa.
Zatímco Ennis zůstává v táboře, musí Jack noci trávit u ovcí a několik hodin denně pendlovat mezi táborem a pastvinami. Oba mladí muži jsou stejného rázu a rychle se spřátelí, když se u táborového ohně baví o koních, rodeu a rvačkách. Oba začínají s respektem naslouchat jeden druhému a těší se ze společníka, kterého by se ani jeden nenadál. Ennis dokonce převezme Jackovy nepříjemné hlídky a nakonec sám pendluje mezi pastvinami a táborem. Z přátelství se však vyvine něco víc, když je Ennis jednoho dne příliš opilý, aby se vydal zpět k pasoucím se ovcím, a stráví noc v táboře s Jackem. Nemluví o sexu a odbývají jej jako jednorázovou záležitost, když k němu dojde. Samozřejmě není podle jejich vlastních slov ani jeden homosexuální, ale přesto brzy zapomenou na ovce a nejen v noci ve stanu, nýbrž i ve dne a večer v záři ohně se věnují společnému sexu. Když pak v srpnu shánějí stáda z hory dolů, cítí se Ennis sklíčeně, protože se musí odloučit od Jacka.
Ennis se vrací zpět k Almě, s níž je zasnouben, a po třech měsících se s ní ožení a odstěhuje do města Rivertonu v Utahu. O čtyři roky později má Ennis s Almou dvě dcery a na svého starého přítele Jacka již vlastně zapomněl, když dostane dopis o Jackově brzkém příjezdu do Rivertonu. Ennis se nemůže shledání se svým přítelem dočkat a nasadí si svůj nejlepší klobouk. Podlehnou své vášni a při setkání se políbí, nic nedbajíce na to, že Alma svého muže pozoruje s Jackem z příšeří schodiště. Jack jezdil v Texasu na býcích a oženil se s Lureen (ztvárněnou Anne Hathawayovou), dcerou bohatého průmyslníka. Je otcem osmiměsíčního syna, jak s hrdostí oznámí. Přesto se oba opijí a skončí nakonec v nejbližším motelu. Ennis a Jack se navzájem milují, ale neodváží se k tomu kroku, aby opustili ženy a děti a navázali společný vztah. Především Ennis je proti společné budoucnosti, protože si ještě přesně vybavuje zážitek z dětství, kdy byl jeden homosexuální statkář kvůli svému životu s jiným utýrán k smrti. Dohodnou se proto, že odteď se budou pravidelně setkávat, a dvakrát ročně spolu tráví čas na údajných rybářských výletech. Alma o jejich tajemství ví, mimoto jí vadí, že pořád musí k Ennisovu skrovnému příjmu vydělávat navíc. Když je dcerám sedm a devět let, nechá se s Ennisem rozvést a bere si obchodníka s potravinami z Rivertonu, pro kterého celé roky pracovala.
Ennis brzy opět přijme práci na statku a stěhuje se napříč Wyomingem. V následujících letech se Ennis a Jack potkávají sporadicky a podnikají výlety do liduprázdných hor. Ale čas jim plyne a zejména Jack je nešťastný z jejich situace. Tak dojde v roce 1983, dvacet let po jejich prvním setkání, při společném výletu ke sporu; poté se Jack dozví, že jejich další setkání s Ennisem se bude muset odložit. Oba se nicméně rozejdou v dobrém. O několik měsíců se Ennis dozví o Jackově smrti: při poruše na automobilu ho prý ráfek pneumatiky, kterou chtěl napumpovat, udeřil do obličeje. Zemřel ve věku 39 let. Ennis si vzpomene na starý příběh z dětství a není si jist, zda Jack zemřel přirozenou smrtí.
Jede za Jackovými rodiči do Lightning Flat, aby vyplnil poslední přání svého přítele a rozsypal jeho popel na Zkrocené hoře. Dozvídá se, že Jack navštěvoval rodiče každý rok a vždy se zmiňoval, že se hodlá rozvést a že chce s Ennisem nedaleko vybudovat srub a obhospodařovat statek rodičů. Několik měsíců před svou smrtí se však rozhodl s jedním sousedem z Texasu dlouho plánovaný sen uskutečnit a Ennis pochopí, že Jackova smrt pravděpodobně nebyla nehoda. V Jackově starém pokoji objeví pod jednou košilí svého přítele, kterou měl na sobě při jejich prvním setkání, svou starou košili, kterou postrádal od léta na Zkrocené hoře – Jack ji nosil na sobě. Na konci Jackův otec odmítne Ennisovi dovolit rozptýlit Jackův popel na Zkrocené hoře. O pár týdnů později si Ennis koupí pohlednici, na které je obraz Zkrocené hory, a připíchne si ji na stěnu svého obytného vozu, pod ni pak zavěsí ony dvě staré košile. V té době se Ennis se snaží překonat bolest ze smrti milovaného.

## Obsazení
| Heath Ledger           | Ennis Del Mar        |
| Jake Gyllenhaal        | Jack Twist           |
| Randy Quaid            | Joe Aguirre          |
| Michelle Williamsová   | Alma Beers Del Mar   |
| Anne Hathawayová       | Lureen Newsome Twist |
| Linda Cardellini       | Cassie Cartwright    |
| Anna Farisová          | Lashawn Malone       |
| David Harbour          | Randall Malone       |
| Roberta Maxwell        | paní Twist           |
| Peter McRobbie         | John Twist           |
| Kate Mara              | Alma Del Mar Jr.     |
| Scott Michael Campbell | Monroe               |
| Graham Beckel          | L.D Newsome          |

## Přijetí

### Tržby
Film vydělal 83 milionů dolarů v Severní Americe a 95 milionů dolarů v ostatních oblastech, celkově tak vydělal 178 milionů dolarů po celém světě. Rozpočet filmu činil 14 milionů dolarů. V Severní Americe byl uveden limitovaně 9. prosince 2015 a z pěti kin vydělal za víkend 547 425 dolarů, poté byl uveden do více kin v lednu. Za první víkend vydělal 185 tisíc dolarů.

### Recenze
Film získal pozitivní recenze od kritiků. Na recenzní stránce Rotten Tomatoes získal z 236 započtených recenzí 87 procent. Na serveru Metacritic snímek získal z 41 recenzí 87 bodů ze sta. Na Česko-Slovenské filmové databázi je snímek oceňován na 79%.

### Ocenění a nominace
| Ocenění                                       | Kategorie                                                           | Nominovaný | Výsledek  |
| --------------------------------------------- | ------------------------------------------------------------------- | --- | --------- |
| Oscar                                         | Nejlepší film                                                       | Diana Ossana a James Schamus                                                                                      | nominace  |
| Oscar                                         | Nejlepší režie                                                      | Ang Lee | vítězství |
| Oscar                                         | Nejlepší mužský herecký výkon v hlavní roli                         | Heath Ledger | nominace  |
| Oscar                                         | Nejlepší mužský herecký výkon ve vedlejší roli                      | Jake Gyllenhaal                                                                                                   | nominace  |
| Oscar                                         | Nejlepší ženský herecký výkon ve vedlejší roli                      | Michelle Williamsová                                                                                              | nominace  |
| Oscar                                         | Nejlepší adaptovaný scénář                                          | Larry McMurtry a Diana Ossana                                                                                     | vítězství |
| Oscar                                         | Nejlepší původní hudba                                              | Gustavo Santaolalla                                                                                               | vítězství |
| Oscar                                         | Nejlepší kamera                                                     | Rodrigo Prieto | nominace  |
| African-American Film Critics Association     | Nejlepších deset filmů                                              | Zkrocená hora | vítězství |
| American Cinema Editors                       | Nejlepší střih                                                      | Geraldine Peroni a Dylan Tichenor                                                                                 | nominace  |
| Americký filmový institut                     | Nejlepších deset filmů                                              | Zkrocená hora | vítězství |
| American Society of Cinematographers          | Nejlepší kamera (film)                                              | Rodrigo Prieto | nominace  |
| Austin Film Critics Association               | Nejlepších deset filmů                                              | Zkrocená hora | vítězství |
| Austin Film Critics Association               | Nejlepší adaptovaný scénář                                          | Larry McMurtry a Diana Ossana                                                                                     | vítězství |
| Australian Film Institute Awards              | Mezinárodní ocenění pro nejlepší mužský herecký výkon v hlavní roli | Heath Ledger | vítězství |
| Filmová cena Britské akademie                 | Nejlepší film                                                       | Diana Ossana a James Schamus                                                                                      | vítězství |
| Filmová cena Britské akademie                 | Nejlepší režie                                                      | Ang Lee | vítězství |
| Filmová cena Britské akademie                 | Nejlepší mužský herecký výkon v hlavní roli                         | Heath Ledger | nominace  |
| Filmová cena Britské akademie                 | Nejlepší mužský herecký výkon ve vedlejší roli                      | Jake Gyllenhaal                                                                                                   | vítězství |
| Filmová cena Britské akademie                 | Nejlepší ženský herecký výkon ve vedlejší roli                      | Michelle Williamsová                                                                                              | nominace  |
| Filmová cena Britské akademie                 | Nejlepší adaptovaný scénář                                          | Larry McMurtry a Diana Ossana                                                                                     | vítězství |
| Filmová cena Britské akademie                 | Nejlepší kamera                                                     | Rodrigo Prieto | nominace  |
| Filmová cena Britské akademie                 | Nejlepší střih                                                      | Geraldine Peroni a Dylan Tichenor                                                                                 | nominace  |
| Filmová cena Britské akademie                 | Nejlepší filmová hudba                                              | Gustavo Santaolalla                                                                                               | nominace  |
| BMI Awards                                    | Nejlepší hudba                                                      | Gustavo Santaolalla                                                                                               | vítězství |
| Bodil Awards                                  | Nejlepší americký film                                              | Zkrocená hora | nominace  |
| Boston Society of Film Critics                | Nejlepší film                                                       | Zkrocená hora | vítězství |
| Boston Society of Film Critics                | Nejlepší režie                                                      | Ang Lee | vítězství |
| Boston Society of Film Critics                | Nejlepší mužský herecký výkon v hlavní roli                         | Heath Ledger | 2. místo  |
| Boston Society of Film Critics                | Nejlepší kamera                                                     | Rodrigo Prieto | 2. místo  |
| Casting Society of America                    | Nejlepší casting – drama                                            | Avy Kaufman | vítězství |
| Chicago Film Critics Association              | Nejlepší film                                                       | Brokeback Mountain                                                                                                | nominace  |
| Chicago Film Critics Association              | Nejlepší režie                                                      | Ang Lee | nominace  |
| Chicago Film Critics Association              | Nejlepší mužský herecký výkon v hlavní roli                         | Heath Ledger | nominace  |
| Chicago Film Critics Association              | Nejlepší mužský herecký výkon ve vedlejší roli                      | Jake Gyllenhaal                                                                                                   | nominace  |
| Chicago Film Critics Association              | Nejlepší ženský herecký výkon ve vedlejší roli                      | Michelle Williamsová                                                                                              | nominace  |
| Chicago Film Critics Association              | Nejlepší scénář                                                     | Larry McMurtry a Diana Ossana                                                                                     | nominace  |
| Chicago Film Critics Association              | Nejlepší původní hudba                                              | Gustavo Santaolalla                                                                                               | vítězství |
| Chicago Film Critics Association              | Nejlepší kamera                                                     | Rodrigo Prieto | vítězství |
| César                                         | Nejlepší zahraniční film                                            | Zkrocená hora | nominace  |
| Critics' Choice Movie Awards                  | Nejlepší film                                                       | Zkrocená hora | vítězství |
| Critics' Choice Movie Awards                  | Nejlepší režie                                                      | Ang Lee | vítězství |
| Critics' Choice Movie Awards                  | Nejlepší mužský herecký výkon v hlavní roli                         | Heath Ledger | nominace  |
| Critics' Choice Movie Awards                  | Nejlepší mužský herecký výkon ve vedlejší roli                      | Jake Gyllenhaal                                                                                                   | nominace  |
| Critics' Choice Movie Awards                  | Nejlepší ženský herecký výkon ve vedlejší roli                      | Michelle Williamsová                                                                                              | vítězství |
| Critics' Choice Movie Awards                  | Nejlepší scénář                                                     | Larry McMurtry a Diana Ossana                                                                                     | nominace  |
| Critics' Choice Movie Awards                  | Nejlepší skladatel                                                  | Gustavo Santaolalla                                                                                               | nominace  |
| Critics' Choice Movie Awards                  | Nejlepší skladba                                                    | „A Love That Will Never Grow Old“ ( Emmylou Harris)                                                               | nominace  |
| Dallas–Fort Worth Film Critics Association    | Nejlepší film                                                       | Zkrocená hora | vítězství |
| Dallas–Fort Worth Film Critics Association    | Nejlepší režie                                                      | Ang Lee | vítězství |
| Dallas–Fort Worth Film Critics Association    | Nejlepší mužský herecký výkon v hlavní roli                         | Heath Ledger | 2. místo  |
| Dallas–Fort Worth Film Critics Association    | Nejlepší mužský herecký výkon ve vedlejší roli                      | Jake Gyllenhaal                                                                                                   | 3. místo  |
| Dallas–Fort Worth Film Critics Association    | Nejlepší ženský herecký výkon ve vedlejší roli                      | Michelle Williamsová                                                                                              | 2. místo  |
| Dallas–Fort Worth Film Critics Association    | Nejlepší scénář                                                     | Larry McMurtry a Diana Ossana                                                                                     | vítězství |
| Dallas–Fort Worth Film Critics Association    | Nejlepší kamera                                                     | Rodrigo Prieto | vítězství |
| Donatellův David                              | Nejlepší cizojazyčný film                                           | Ang Lee | nominace  |
| Directors Guild of America Awards             | Nejlepší režie (film)                                               | Ang Lee | vítězství |
| Dublin Film Critics' Circle                   | Nejlepší film                                                       | Zkrocená hora | vítězství |
| Dublin Film Critics' Circle                   | Nejlepší režie                                                      | Ang Lee | 3. místo  |
| Dublin Film Critics' Circle                   | Nejlepší mužský herecký výkon v hlavní roli                         | Heath Ledger | 2. místo  |
| Evropské filmové ceny                         | Mezinárodní ocenění                                                 | Ang Lee | nominace  |
| Florida Film Critics Circle                   | Nejlepší film                                                       | Zkrocená hora | vítězství |
| Florida Film Critics Circle                   | Nejlepší režie                                                      | Ang Lee | vítězství |
| Florida Film Critics Circle                   | Nejlepší adaptovaný scénář                                          | Larry McMurtry a Diana Ossana                                                                                     | vítězství |
| Florida Film Critics Circle                   | Nejlepší kamera                                                     | Rodrigo Prieto | vítězství |
| Mediální cena GLAAD                           | Nejlepší film                                                       | Zkrocená hora | vítězství |
| Zlatý glóbus                                  | Nejlepší film (drama)                                               | Zkrocená hora | vítězství |
| Zlatý glóbus                                  | Nejlepší režie                                                      | Ang Lee | vítězství |
| Zlatý glóbus                                  | Nejlepší mužský herecký výkon v hlavní roli (drama)                 | Heath Ledger | nominace  |
| Zlatý glóbus                                  | Nejlepší ženský herecký výkon ve vedlejší roli                      | Michelle Williamsová                                                                                              | nominace  |
| Zlatý glóbus                                  | Nejlepší scénář                                                     | Larry McMurtry a Diana Ossana                                                                                     | vítězství |
| Zlatý glóbus                                  | Nejlepší původní hudba                                              | Gustavo Santaolalla                                                                                               | nominace  |
| Zlatý glóbus                                  | Nejlepší filmová píseň                                              | „A Love That Will Never Grow Old“ (Gustavo Santaolalla, Bernie Taupin, a Emmylou Harris)                          | vítězství |
| Golden Trailer Awards                         | Nejlepší romantický film                                            | Zkrocená hora | nominace  |
| Gotham Awards                                 | Nejlepší film                                                       | Zkrocená hora | nominace  |
| Gotham Awards                                 | Nejlepší obsazení                                                   | Heath Ledger, Jake Gyllenhaal, Michelle Williamsová, Anne Hathawayová, Randy Quaid a Anna Faris                   | nominace  |
| Cena Grammy                                   | Nejlepší soundtrack                                                 | Gustavo Santaolalla                                                                                               | nominace  |
| Hollywood Film Awards                         | Objev roku                                                          | Jake Gyllenhaal                                                                                                   | vítězství |
| Hollywood Film Awards                         | Nejlepší casting                                                    | Avy Kaufman | vítězství |
| Independent Spirit Awards                     | Nejlepší film                                                       | James Schamus a Diana Ossana                                                                                      | vítězství |
| Independent Spirit Awards                     | Nejlepší režie                                                      | Ang Lee | vítězství |
| Independent Spirit Awards                     | Nejlepší mužský herecký výkon v hlavní roli                         | Heath Ledger | nominace  |
| Independent Spirit Awards                     | Nejlepší ženský herecký výkon ve vedlejší roli                      | Michelle Williamsová                                                                                              | nominace  |
| London Film Critics Circle                    | Nejlepší film                                                       | Zkrocená hora | vítězství |
| London Film Critics Circle                    | Nejlepší režie                                                      | Ang Lee | vítězství |
| London Film Critics Circle                    | Nejlepší mužský herecký výkon v hlavní roli                         | Heath Ledger | nominace  |
| London Film Critics Circle                    | Nejlepší scénář                                                     | Larry McMurtry a Diana Ossana                                                                                     | nominace  |
| Los Angeles Film Critics Association          | Nejlepší film                                                       | Zkrocená hora | vítězství |
| Los Angeles Film Critics Association          | Nejlepší režie                                                      | Ang Lee | vítězství |
| Los Angeles Film Critics Association          | Nejlepší mužský herecký výkon v hlavní roli                         | Heath Ledger | 2. místo  |
| Filmová cena MTV                              | Nejlepší výkon                                                      | Jake Gyllenhaal                                                                                                   | vítězství |
| Filmová cena MTV                              | Nejlepší polibek                                                    | Jake Gyllenhaal a Heath Ledger                                                                                    | vítězství |
| National Board of Review                      | Nejlepších deset filmů                                              | Zkrocená hora | vítězství |
| National Board of Review                      | Nejlepší režie                                                      | Ang Lee | vítězství |
| National Board of Review                      | Nejlepší mužský herecký výkon ve vedlejší roli                      | Jake Gyllenhaal                                                                                                   | vítězství |
| National Society of Film Critics              | Nejlepší mužský herecký výkon v hlavní roli                         | Heath Ledger | 3. místo  |
| New York Film Critics Circle                  | Nejlepší film                                                       | Zkrocená hora | vítězství |
| New York Film Critics Circle                  | Nejlepší režie                                                      | Ang Lee | vítězství |
| New York Film Critics Circle                  | Nejlepší mužský herecký výkon v hlavní roli                         | Heath Ledger | vítězství |
| New York Film Critics Online                  | Nejlepších deset filmů                                              | Zkrocená hora | vítězství |
| Nikkan Sports Film Awards                     | Nejlepší cizojazyčný film                                           | Ang Lee | vítězství |
| Online Film Critics Society                   | Nejlepší film                                                       | Zkrocená hora | nominace  |
| Online Film Critics Society                   | Nejlepší režie                                                      | Ang Lee | nominace  |
| Online Film Critics Society                   | Nejlepší mužský herecký výkon v hlavní roli                         | Heath Ledger | nominace  |
| Online Film Critics Society                   | Nejlepší mužský herecký výkon ve vedlejší roli                      | Jake Gyllenhaal                                                                                                   | nominace  |
| Online Film Critics Society                   | Nejlepší ženský herecký výkon ve vedlejší roli                      | Michelle Williamsová                                                                                              | nominace  |
| Online Film Critics Society                   | Nejlepší adaptovaný scénář                                          | Larry McMurtry a Diana Ossana                                                                                     | vítězství |
| Online Film Critics Society                   | Nejlepší původní hudba                                              | Gustavo Santaolalla                                                                                               | vítězství |
| Online Film Critics Society                   | Nejlepší kamera                                                     | Rodrigo Prieto | nominace  |
| Producers Guild of America Awards             | Nejlepší film                                                       | James Schamus a Diana Ossana                                                                                      | vítězství |
| San Diego Film Critics Society                | Body of Work award                                                  | Jake Gyllenhaal                                                                                                   | vítězství |
| San Francisco Film Critics Circle             | Nejlepší film                                                       | Zkrocená hora | vítězství |
| San Francisco Film Critics Circle             | Nejlepší režie                                                      | Ang Lee | vítězství |
| San Francisco Film Critics Circle             | Nejlepší mužský herecký výkon v hlavní roli                         | Heath Ledger | vítězství |
| Santa Barbara International Film Festival     | Ocenění za neuvěřitelný výkon                                       | Heath Ledger | vítězství |
| Satellite Awards                              | Nejlepší film (drama)                                               | Zkrocená hora | vítězství |
| Satellite Awards                              | Nejlepší režie                                                      | Ang Lee | vítězství |
| Satellite Awards                              | Nejlepší mužský herecký výkon v hlavní roli (drama)                 | Heath Ledger | nominace  |
| Satellite Awards                              | Nejlepší mužský herecký výkon ve vedlejší roli                      | Jake Gyllenhaal                                                                                                   | nominace  |
| Satellite Awards                              | Nejlepší adaptovaný scénář                                          | Larry McMurtry a Diana Ossana                                                                                     | nominace  |
| Satellite Awards                              | Nejlepší původní hudba                                              | Gustavo Santaolalla                                                                                               | nominace  |
| Satellite Awards                              | Nejlepší původní skladba                                            | „A Love That Will Never Grow Old“ (Gustavo Santaolalla, Bernie Taupin, a Emmylou Harris)                          | vítězství |
| Satellite Awards                              | Nejlepší střih                                                      | Geraldine Peroni a Dylan Tichenor                                                                                 | vítězství |
| Screen Actors Guild Awards                    | Nejlepší obsazení                                                   | Linda Cardellini, Anna Faris, Jake Gyllenhaal, Anne Hathawayová, Heath Ledger, Randy Quaid a Michelle Williamsová | nominace  |
| Screen Actors Guild Awards                    | Nejlepší mužský herecký výkon v hlavní roli                         | Heath Ledger | nominace  |
| Screen Actors Guild Awards                    | Nejlepší mužský herecký výkon ve vedlejší roli                      | Jake Gyllenhaal                                                                                                   | nominace  |
| Screen Actors Guild Awards                    | Nejlepší ženský herecký výkon ve vedlejší roli                      | Michelle Williamsová                                                                                              | nominace  |
| St. Louis Gateway Film Critics Association    | Nejlepší film                                                       | Zkrocená hora | vítězství |
| St. Louis Gateway Film Critics Association    | Nejlepší režie                                                      | Ang Lee | vítězství |
| St. Louis Gateway Film Critics Association    | Nejlepší mužský herecký výkon v hlavní roli                         | Heath Ledger | vítězství |
| St. Louis Gateway Film Critics Association    | Nejlepší scénář                                                     | Larry McMurtry a Diana Ossana                                                                                     | vítězství |
| USC Scripter Awards                           | Nejlepší scénář                                                     | Larry McMurtry a Diana Ossana                                                                                     | nominace  |
| Vancouver Film Critics Circle                 | Nejlepší film                                                       | Zkrocená hora | vítězství |
| Vancouver Film Critics Circle                 | Nejlepší režie                                                      | Ang Lee | vítězství |
| Venice International Film Festival            | Zlatý lev                                                           | Ang Lee | vítězství |
| Washington D.C. Area Film Critics Association | Nejlepší film                                                       | Zkrocená hora | nominace  |
| Washington D.C. Area Film Critics Association | Nejlepší režie                                                      | Ang Lee | nominace  |
| Washington D.C. Area Film Critics Association | Nejlepší mužský herecký výkon v hlavní roli                         | Heath Ledger | nominace  |
| Washington D.C. Area Film Critics Association | Nejlepší ženský herecký výkon ve vedlejší roli                      | Michelle Williamsová                                                                                              | nominace  |
| Washington D.C. Area Film Critics Association | Nejlepší adaptovaný scénář                                          | Larry McMurtry a Diana Ossana                                                                                     | nominace  |
| World Soundtrack Awards                       | Nejlepší původní hudba                                              | Gustavo Santaolalla                                                                                               | nominace  |
| World Soundtrack Awards                       | Nejlepší píseň napsaná přímo pro film                               | „A Love That Will Never Grow Old“ (Gustavo Santaolalla, Bernie Taupin, a Emmylou Harris)                          | nominace  |
| World Soundtrack Awards                       | Ocenění diváků                                                      | Gustavo Santaolalla                                                                                               | vítězství |
| Writers Guild of America Awards               | Nejlepší adaptovaný scénář                                          | Larry McMurtry a Diana Ossana                                                                                     | vítězství |